# Fabrizio Verrone
Fabrizio Verrone (Foggia, 31 ottobre 1984) è uno schermidore e maestro di scherma italiano, specializzato nella sciabola. Fa parte dei Gruppi Sportivi Fiamme Gialle.

## Carriera
Cresciuto schermisticamente nella società Circolo Schermistico Dauno di Foggia, all'età di 12 anni debutta nella sciabola ai Campionati italiani di categoria conquistando la medaglia di bronzo. Nel 1997 vince la medaglia d'argento ai Campionati italiani di categoria, e due anni dopo quella di bronzo.
Nel 2001 e 2002 vince i campionati italiani 3ª-4ª categoria a squadre, e nel 2002 la medaglia di bronzo a squadre nei Campionati italiani assoluti.
Nella stagione 2002/2003 ottiene la prima convocazione in nazionale e nella stessa stagione si trasferisce presso il Centro Tecnico Federale "Acquacetosa" a Roma.
Negli anni successivi partecipa ai Campionati europei e mondiali, conquista la medaglia di bronzo under 20 in Francia, chiude la stagione internazionale under 20 al 12º posto del ranking mondiale. Nel 2004 conquista un bronzo ai Campionati italiani assoluti a squadre.
Nel 2004 partecipa al ritiro pre-olimpico e dal 2005 entra a far parte del Gruppi Sportivi Fiamme Gialle.
Partecipa a numerose tappe della Coppa del Mondo di scherma a partire dalla stagione 2003/2004.
Finalista ai Campionati italiani Assoluti di Varese nel 2008 termina la stagione al 6º posto del ranking italiano Assoluto.
Dopo un lungo periodo di assenza a causa di un grave infortunio, riprende l'attività agonistica ottenendo importanti risultati a livello nazionale. Nel maggio 2010 partecipa e vince la medaglia d'oro alla Coppa Italia che gli apre le porte per gli assoluti di Siracusa dove conquista un quarto posto con la sua squadra, le Fiamme Gialle.
Tra il 2010 e il 2011 presso l'Accademia nazionale di scherma a Napoli consegue il Diploma di Istruttore nazionale di scherma alle tre armi (Fioretto, Sciabola, Spada). Dopo un percorso di studi durato tre anni il 22 giugno 2013 discute la tesi davanti alla commissione dell'Accademia in "Gestione e management delle società sportive" conseguendo il Diploma di Maestro di scherma.
Il 2 agosto 2014 a Prato si laurea CAMPIONE DEL MONDO MAESTRI INDIVIDUALE E A SQUADRE.

## Palmarès

### Risultati élite
In carriera ha ottenuto i seguenti risultati:
Campionati italiani
Individuale
A squadre
- Bronzo nella sciabola a Conegliano Veneto 2002
- Bronzo nella sciabola a Padova 2004
- Bronzo nella sciabola a Napoli 2007
- Bronzo nella sciabola a Jesi 2008